# La Croix-Saint-Leufroy

La Croix-Saint-Leufroy este o comună în departamentul Eure, Franța. În 1 ianuarie 2018 avea o populație de 1.108 de locuitori.